# Chazelles (Jura)
Chazelles foi uma comuna francesa na região administrativa de Borgonha-Franco-Condado, no departamento de Jura. Estendia-se por uma área de 4,04 km². Em 2010 a comuna tinha 125 habitantes (densidade: 30,9 hab./km²).
Em 1 de abril de 2016, passou a formar parte da nova comuna de Les Trois-Châteaux.